# 디트로이트 파산
디트로이트 파산(영어: Detroit bankruptcy)은 2013년 7월 18일 미국 미시간주 디트로이트가 파산 제19조를 적용하여 신청한 사건이다. 부채 총액  180억 달러를 넘어 미국 지자체의 재정 파탄으로 사상 최대를 기록했다.

## 같이 보기
- 플린트 (미시간주)
- 지방채